# 모라시

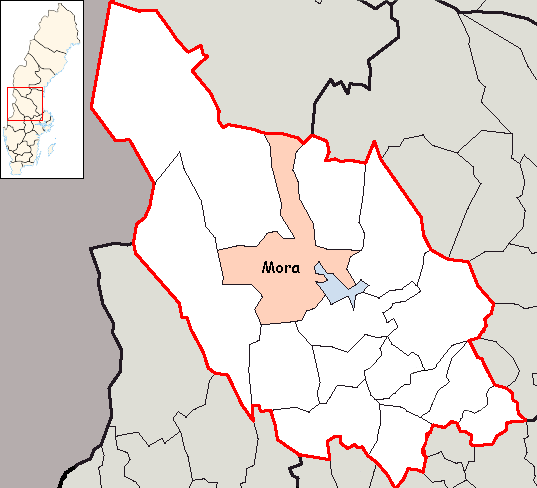
모라 시의 위치

모라시(스웨덴어: Mora kommun)는 스웨덴 달라르나주에 위치한 지방 자치체로 행정 중심지는 모라이며 면적은 3,111.54km2, 인구는 20,279명(2016년 12월 31일 기준), 인구 밀도는 6.5명/km2이다.

시 문장

## 같이 보기
- 모라군